# (2938) Хопи
(2938) Хопи (лат. Hopi) — небольшой астероид главного пояса, который характеризуется одной из самых наклонённых орбит среди первых 10000 астероидов. Он был открыт 14 июня 1980 года американским астрономом Эдвардом Боуэллом в обсерватории Андерсон Меса и назван в честь индейского народа Хопи.

Орбита астероида Хопи и его положение в Солнечной системе
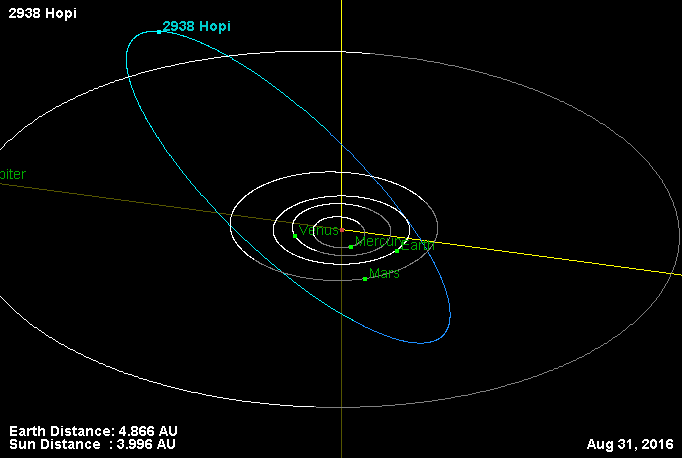
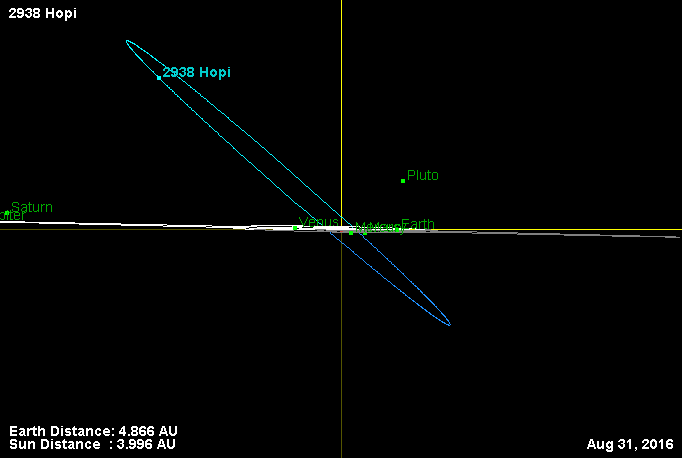